# CHAPS
CHAPS (англ. The Clearing House Automated Payment System (CHAPS)) — система клиринговых расчётов в Великобритании. Работа системы поддерживается компанией CHAPS Clearing Company Limited, основанной в Лондоне в 1984 г.
Система связывает 14 банков (входящих в Управляющий комитет CHAPS Clearing Company Ltd), Банк Англии и более 400 других участников расчётов. 
Банки, получающие сообщения о переводе средств через данную систему, должны предоставить средства кредитуемой стороне в день получения сообщения.
Система позволяет существенно ускорить процесс взаиморасчётов, однако стоимость транзакций  (около 25GBP за перевод) относительно велика, в особенности в сравнении с практически бесплатной системой расчётов BACS.

## Внешние ссылки
- APACS - the UK Payments Association
- Раздел CHAPS на сайте APACS
- BBC News - Clearing times